# 측심기
측심기(測深機, sounding machine, depth sounder, sounder, bathymeter), 측심계(測深計) 및 측심의(測深機)는 수심을 측정하는 장비를 말한다. 주로 선박에서 입출항, 연안 항해, 수로측량이 부정확한 곳을 항해 시 안전 항해를 목적으로 주로 사용하며 해저의 질이나 어군의 존재를 파악하기 위해서도 사용된다. 대표적인 측심기는 수용측연(手用測鉛, hand lead) 과 음향측심기(echo sounder)가 있다.